# James Hunt (velejador)
James Hawley "Jim" Hunt (Boston, 25 de julho de 1936) é um velejador estadunidense, campeão olímpico. Ele competiu nos Jogos Olímpicos de Verão de 1960 na classe 5.5 Metre e conquistou a medalha de ouro a bordo do Minotaur, ao lado de George O'Day e David Smith.
Hunt estudou no Middlebury College, onde também participou de competições de vela. Durante sua vida profissional foi, entre outras coisas, presidente de uma empresa de construção de veleiros em Tampa.